# Cinquième circonscription de Meurthe-et-Moselle
La cinquième circonscription de Meurthe-et-Moselle est l'une des six circonscriptions législatives françaises que compte le département de Meurthe-et-Moselle (54) situé en région Grand Est. 

## Description géographique et démographique

### De 1958 à 1986
Le département avait sept circonscriptions.
La cinquième circonscription de Meurthe-et-Moselle était composée de :
- canton de Colombey-les-Belles
- canton de Domèvre-en-Haye
- canton d'Haroué
- canton de Thiaucourt
- canton de Toul-Nord
- canton de Toul-Sud
- canton de Vézelise

Source : Journal Officiel du 14-15 Octobre 1958.

### Depuis 1988
La cinquième circonscription de Meurthe-et-Moselle est délimitée par le découpage électoral de la loi n°86-1197 du 24 novembre 1986, elle regroupe les divisions administratives suivantes : 
- Canton de Colombey-les-Belles
- Canton de Domèvre-en-Haye
- Canton d'Haroué
- Canton de Neuves-Maisons
- Canton de Thiaucourt-Regniéville (sauf son exclave des communes d'Arnaville, Bayonville-sur-Mad et Vandelainville)
- Canton de Toul-Nord
- Canton de Toul-Sud
- Canton de Vézelise.

D'après le recensement général de la population en 1999, réalisé par l'Institut national de la statistique et des études économiques (INSEE), la population totale de cette circonscription est estimée à 99402 habitants,.

## Historique des députations depuis 1958
| Législature | Début de mandat   | Fin de mandat     | N°  | Député                | Parti politique | Observations |
| Ième        | 23 novembre 1958  | 24 septembre 1961 | 1   | François Valentin     | CNIP            | Mort en fonction. Son suppléant André Picquot le remplace. |
| Ième        | 25 septembre 1961 | 9 octobre 1962    | 2   | André Picquot         | CNIP            | Mandat écourté à la suite d'une dissolution parlementaire décidée par le Président de la République Charles de Gaulle |
| IIème       | 6 décembre 1962   | 2 avril 1967      | 2   | André Picquot         | RI              | |
| IIIème      | 3 avril 1967      | 30 mai 1968       | 2   | André Picquot         | RI              | Mandat écourté à la suite d'une dissolution parlementaire décidée par le Président de la République Charles de Gaulle |
| IVème       | 11 juillet 1968   | 1 avril 1973      | 3   | Christian Fouchet     | UDR             | |
| Vème        | 2 avril 1973      | 11 aout 1974      | 3   | Christian Fouchet     | UDR             | Mort en fonction. Son suppléant André Picquot le remplace. |
| Vème        | 11 aout 1974      | 2 avril 1978      | (2) | André Picquot         | RI              | |
| VIème       | 3 avril 1978      | 22 mai 1981       | 4   | Marcel Bigeard        | UDF             | Mandat écourté à la suite d'une dissolution parlementaire décidée par le Président de la République François Mitterrand |
| VIIème      | 2 juillet 1981    | 1 avril 1986      | 4   | Marcel Bigeard        | UDF             | |
| VIIIème     | 2 avril 1986      | 14 mai 1988       |     | Aucun                 | Aucun           | Proportionnelle par département, pas de député par circonscription. Mandat écourté à la suite d'une dissolution parlementaire décidée par le Président de la République François Mitterrand. Marcel Bigeard est élu député pour le troisième fois mais il n'est de fait pas associé a cette circonscription |
| IXème       | 13 juin 1988      | 1er avril 1993    | 5   | Michel Dinet          | PS              | |
| Xème        | 2 avril 1993      | 21 avril 1997     | 6   | Aloys Geoffroy        | UDF             | Mandat écourté à la suite d'une dissolution parlementaire décidée par le Président de la République Jacques Chirac. |
| XIème       | 12 juin 1997      | 19 juin 2002      | 7   | Nicole Feidt          | PS              | |
| XIIème      | 19 juin 2002      | 19 juin 2007      | 8   | Nadine Morano         | UMP             | |
| XIIIème     | 20 juin 2007      | 19 avril 2008     | 8   | Nadine Morano         | UMP             | Nommée au poste de secrétaire d'État chargée de la Famille auprès du ministre du Travail, des Relations sociales, de la Famille et de la Solidarité. Son suppléant Philippe Morenvillier la remplace. |
| XIIIème     | 19 avril 2008     | 20 juin 2012      | 9   | Philippe Morenvillier | UMP             | Suppléant de Nadine Morano qui la remplace à la suite de sa nomination au gouvernement. |
| XIVème      | 20 juin 2012      | 20 juin 2017      | 10  | Dominique Potier      | PS              | |
| XVème       | 21 juin 2017      | 21 juin 2022      | 10  | Dominique Potier      | PS              | |
| XVIème      | 22 juin 2022      | 10 juin 2024      | 10  | Dominique Potier      | PS              | Dissolution de l'Assemblée Nationale par le Président Emmanuel Macron annoncée le 9 juin et décrétée le 10 juin 2024. |
| XVIIème     | 8 juillet 2024    | en cours          | 10  | Dominique Potier      | PS              | |

## Historique des élections

### Élections de 1958
|                | François Valentin élu | CNIP           | 17 353 | 55,46  |  |  |  |
|                | Pierre Schmidt        | SFIO           | 8 162  | 26,09  |  |  |  |
|                | Gaston Schmit         | MRP            | 2 950  | 9,43   |  |  |  |
|                | Pierre Attenot        | PCF            | 2 825  | 9,03   |  |  |  |
|                |                       |                |        |        |  |  |  |
| Inscrits       | Inscrits              | Inscrits       | 39 510 | 100,00 |  |  |  |
| Abstentions    | Abstentions           | Abstentions    | 7 325  | 18,54  |  |  |  |
| Votants        | Votants               | Votants        | 32 185 | 81,46  |  |  |  |
| Blancs et nuls | Blancs et nuls        | Blancs et nuls | 895    | 2,78   |  |  |  |
| Exprimés       | Exprimés              | Exprimés       | 31 290 | 97,22  |  |  |  |

Le suppléant de François Valentin était André Picquot. André Picquot remplaça François Valentin, décédé, du 25 septembre 1961 au 9 octobre 1962.

### Élections de 1962
|                | André Picquot sortant réélu | RI             | 14 174 | 50,19  |  |  |  |
|                | Georges Rollin              | Modérés        | 5 784  | 20,48  |  |  |  |
|                | Pierre Schmidt              | SFIO           | 5 658  | 20,04  |  |  |  |
|                | Pierre Attenot              | PCF            | 2 623  | 9,29   |  |  |  |
|                |                             |                |        |        |  |  |  |
| Inscrits       | Inscrits                    | Inscrits       | 39 243 | 100,00 |  |  |  |
| Abstentions    | Abstentions                 | Abstentions    | 9 822  | 25,03  |  |  |  |
| Votants        | Votants                     | Votants        | 29 421 | 74,97  |  |  |  |
| Blancs et nuls | Blancs et nuls              | Blancs et nuls | 1 182  | 4,02   |  |  |  |
| Exprimés       | Exprimés                    | Exprimés       | 28 239 | 95,98  |  |  |  |

La suppléante d'André Picquot était Claire Leclerc, de Colombey-les-Belles.

### Élections de 1967
| Candidat       | Candidat                    | Parti          | Premier tour | Premier tour | Second tour | Second tour |  |
| Candidat       | Candidat                    | Parti          | Voix         | %            | Voix        | %           |  |
| -------------- | --------------------------- | -------------- | ------------ | ------------ | ----------- | ----------- |  |
|                | André Picquot sortant réélu | RI             | 12 733       | 40,58        | 16 196      | 53          |  |
|                | Pierre Schmidt              | FGDS (SFIO)    | 7 837        | 24,98        | 14 364      | 47          |  |
|                | Pierre Attenot              | PCF            | 4 361        | 13,9         | Retrait     | Retrait     |  |
|                | Jean Quenette               | CD (PDM)       | 3 935        | 12,54        | Retrait     | Retrait     |  |
|                | Georges Husson              | Modérés        | 2 512        | 8,01         |             |             |  |
|                |                             |                |              |              |             |             |  |
| Inscrits       | Inscrits                    | Inscrits       | 39 055       | 100,00       | 39 049      | 100,00      |  |
| Abstentions    | Abstentions                 | Abstentions    | 6 747        | 17,28        | 7 447       | 19,07       |  |
| Votants        | Votants                     | Votants        | 32 308       | 82,72        | 31 602      | 80,93       |  |
| Blancs et nuls | Blancs et nuls              | Blancs et nuls | 930          | 2,88         | 1 042       | 3,3         |  |
| Exprimés       | Exprimés                    | Exprimés       | 31 378       | 97,12        | 30 560      | 96,7        |  |

La suppléante d'André Picquot était Claire Leclerc.

### Élections de 1968
| Candidat       | Candidat              | Parti          | Premier tour | Premier tour | Second tour | Second tour |  |
| Candidat       | Candidat              | Parti          | Voix         | %            | Voix        | %           |  |
| -------------- | --------------------- | -------------- | ------------ | ------------ | ----------- | ----------- |  |
|                | Christian Fouchet élu | URP            | 15 489       | 49,87        | 18 255      | 60,58       |  |
|                | Pierre Schmidt        | FGDS (SFIO)    | 7 261        | 23,38        | 11 881      | 39,42       |  |
|                | Jean Thouvenin        | CD (PDM)       | 4 014        | 12,92        | Retrait     | Retrait     |  |
|                | Pierre Attenot        | PCF            | 3 229        | 10,4         |             |             |  |
|                | Sylvestre Baran       | PSU            | 1 064        | 3,43         |             |             |  |
|                |                       |                |              |              |             |             |  |
| Inscrits       | Inscrits              | Inscrits       | 39 064       | 100,00       | 38 981      | 100,00      |  |
| Abstentions    | Abstentions           | Abstentions    | 7 293        | 18,67        | 7 980       | 20,47       |  |
| Votants        | Votants               | Votants        | 31 771       | 81,33        | 31 001      | 79,53       |  |
| Blancs et nuls | Blancs et nuls        | Blancs et nuls | 714          | 2,25         | 865         | 2,79        |  |
| Exprimés       | Exprimés              | Exprimés       | 31 057       | 97,75        | 30 136      | 97,21       |  |

Le suppléant de Christian Fouchet était André Picquot, député sortant.

### Élections de 1973
| Candidat       | Candidat                        | Parti               | Premier tour | Premier tour | Second tour | Second tour |  |
| Candidat       | Candidat                        | Parti               | Voix         | %            | Voix        | %           |  |
| -------------- | ------------------------------- | ------------------- | ------------ | ------------ | ----------- | ----------- |  |
|                | Christian Fouchet sortant réélu | Divers droite (URP) | 11 489       | 35,06        | 17 356      | 54,11       |  |
|                | Claire Leclerc                  | Divers droite       | 6 057        | 18,48        | 486         | 1,52        |  |
|                | Jean Feidt                      | PS (UGSD)           | 5 699        | 17,39        | 14 236      | 44,38       |  |
|                | Jean Égloffe                    | PCF                 | 4 488        | 13,7         | Retrait     | Retrait     |  |
|                | Pierre Maire                    | CD (MR)             | 3 664        | 11,18        | Retrait     | Retrait     |  |
|                | Louis Steffen                   | PSU                 | 1 374        | 4,19         |             |             |  |
|                |                                 |                     |              |              |             |             |  |
| Inscrits       | Inscrits                        | Inscrits            | 41 339       | 100,00       | 41 323      | 100,00      |  |
| Abstentions    | Abstentions                     | Abstentions         | 7 464        | 18,06        | 7 681       | 18,59       |  |
| Votants        | Votants                         | Votants             | 33 875       | 81,94        | 33 642      | 81,41       |  |
| Blancs et nuls | Blancs et nuls                  | Blancs et nuls      | 1 104        | 3,26         | 1 564       | 4,65        |  |
| Exprimés       | Exprimés                        | Exprimés            | 32 771       | 96,74        | 32 078      | 95,35       |  |

Le suppléant de Christian Fouchet était André Picquot.

### Élections de 1978
| Candidat       | Candidat              | Parti          | Premier tour | Premier tour | Second tour | Second tour |  |
| Candidat       | Candidat              | Parti          | Voix         | %            | Voix        | %           |  |
| -------------- | --------------------- | -------------- | ------------ | ------------ | ----------- | ----------- |  |
|                | Marcel Bigeard élu    | app. UDF       | 13 208       | 33,08        | 21 678      | 54,14       |  |
|                | Jean-Paul Chagnollaud | PS             | 10 064       | 25,21        | 18 365      | 45,86       |  |
|                | Jacques Gossot        | RPR            | 9 526        | 23,86        | Retrait     | Retrait     |  |
|                | Bernard Seirolle      | PCF            | 4 809        | 12,05        |             |             |  |
|                | Didier Cozic          | LO             | 1 084        | 2,72         |             |             |  |
|                | Patrick Rochet        | MDD            | 773          | 1,94         |             |             |  |
|                | Yann Le Fouillé       | PFN            | 459          | 1,15         |             |             |  |
|                |                       |                |              |              |             |             |  |
| Inscrits       | Inscrits              | Inscrits       | 47 871       | 100,00       | 47 865      | 100,00      |  |
| Abstentions    | Abstentions           | Abstentions    | 7 019        | 14,66        | 6 688       | 13,97       |  |
| Votants        | Votants               | Votants        | 40 852       | 85,34        | 41 177      | 86,03       |  |
| Blancs et nuls | Blancs et nuls        | Blancs et nuls | 929          | 2,27         | 1 134       | 2,75        |  |
| Exprimés       | Exprimés              | Exprimés       | 39 923       | 97,73        | 40 043      | 97,25       |  |

Le suppléant de Marcel Bigeard était Georges Husson, exploitant agricole, maire de Lesménils-sur-Madon.

### Élections de 1981
|                | Marcel Bigeard sortant réélu | UDF (UNM)      | 18 577 | 51,29  |  |  |  |
|                | Jean-Paul Chagnollaud        | PS             | 14 235 | 39,30  |  |  |  |
|                | Bernard Seirolle             | PCF            | 2 265  | 6,25   |  |  |  |
|                | Pierre-Yves Cazin            | PSU            | 777    | 2,15   |  |  |  |
|                | Gaston Pol Miclot            | Divers gauche  | 369    | 1,02   |  |  |  |
|                |                              |                |        |        |  |  |  |
| Inscrits       | Inscrits                     | Inscrits       | 50 178 | 100,00 |  |  |  |
| Abstentions    | Abstentions                  | Abstentions    | 13 338 | 26,58  |  |  |  |
| Votants        | Votants                      | Votants        | 36 840 | 73,42  |  |  |  |
| Blancs et nuls | Blancs et nuls               | Blancs et nuls | 617    | 1,67   |  |  |  |
| Exprimés       | Exprimés                     | Exprimés       | 36 223 | 98,33  |  |  |  |

Le suppléant de Marcel Bigeard était Georges Husson.

### Élections de 1988
| Candidat       | Candidat               | Parti          | Premier tour | Premier tour | Second tour | Second tour |  |
| Candidat       | Candidat               | Parti          | Voix         | %            | Voix        | %           |  |
| -------------- | ---------------------- | -------------- | ------------ | ------------ | ----------- | ----------- |  |
|                | Marcel Bigeard sortant | UDF (URC)      | 18 997       | 44,38        | 22 870      | 49,55       |  |
|                | Michel Dinet élu       | PS             | 17 980       | 42,01        | 23 281      | 50,45       |  |
|                | Jacques Mitre          | FN             | 3 585        | 8,38         |             |             |  |
|                | Bernard Seirolle       | PCF            | 2 240        | 5,23         |             |             |  |
|                |                        |                |              |              |             |             |  |
| Inscrits       | Inscrits               | Inscrits       | 64 875       | 100,00       | 64 864      | 100,00      |  |
| Abstentions    | Abstentions            | Abstentions    | 21 363       | 32,93        | 17 907      | 27,61       |  |
| Votants        | Votants                | Votants        | 43 512       | 67,07        | 46 957      | 72,39       |  |
| Blancs et nuls | Blancs et nuls         | Blancs et nuls | 710          | 1,63         | 806         | 1,72        |  |
| Exprimés       | Exprimés               | Exprimés       | 42 802       | 98,37        | 46 151      | 98,28       |  |

Le suppléant de Michel Dinet était Jean-Paul Vinchelin, ouvrier d'aciérie, conseiller général du canton de Neuves-Maisons.

### Élections de 1993
| Candidat       | Candidat             | Parti          | Premier tour | Premier tour | Second tour | Second tour |  |
| Candidat       | Candidat             | Parti          | Voix         | %            | Voix        | %           |  |
| -------------- | -------------------- | -------------- | ------------ | ------------ | ----------- | ----------- |  |
|                | Michel Dinet sortant | PS (ADFP)      | 11 089       | 25,89        | 21 159      | 48,93       |  |
|                | Aloys Geoffroy élu   | UDF (Rad)      | 9 050        | 21,13        | 22 086      | 51,07       |  |
|                | Éric Germain         | RPR            | 8 409        | 19,63        | Retrait     | Retrait     |  |
|                | Robert Davion        | FN             | 5 599        | 13,07        |             |             |  |
|                | Alain Guérin         | Divers         | 2 433        | 5,68         |             |             |  |
|                | Danièle Louis        | GÉ (EÉ)        | 2 133        | 4,98         |             |             |  |
|                | Bernard Seirolle     | PCF            | 1 605        | 3,75         |             |             |  |
|                | Madeleine Dautel     | LT-LNÉ         | 1 141        | 2,66         |             |             |  |
|                | Marc Colin           | Divers         | 842          | 1,97         |             |             |  |
|                | Louis Delagarde      | Divers droite  | 536          | 1,25         |             |             |  |
|                |                      |                |              |              |             |             |  |
| Inscrits       | Inscrits             | Inscrits       | 66 314       | 100,00       | 66 309      | 100,00      |  |
| Abstentions    | Abstentions          | Abstentions    | 21 066       | 31,77        | 19 921      | 30,04       |  |
| Votants        | Votants              | Votants        | 45 248       | 68,23        | 46 388      | 69,96       |  |
| Blancs et nuls | Blancs et nuls       | Blancs et nuls | 2 411        | 5,33         | 3 143       | 6,78        |  |
| Exprimés       | Exprimés             | Exprimés       | 42 837       | 94,67        | 43 245      | 93,22       |  |

Le suppléant d'Aloys Geoffroy était Thibault Leclerc, de Saxon-Sion.

### Élections de 1997
| Candidat       | Candidat               | Parti          | Premier tour | Premier tour | Second tour | Second tour |  |
| Candidat       | Candidat               | Parti          | Voix         | %            | Voix        | %           |  |
| -------------- | ---------------------- | -------------- | ------------ | ------------ | ----------- | ----------- |  |
|                | Nicole Feidt élue      | PS             | 12 106       | 27,55        | 23 701      | 52,3        |  |
|                | Aloys Geoffroy sortant | UDF (Rad)      | 9 543        | 21,72        | 21 613      | 47,7        |  |
|                | Robert Davion          | FN             | 7 231        | 16,46        |             |             |  |
|                | Jacques Gossot         | RPR            | 5 830        | 13,27        |             |             |  |
|                | Emmanuel Allait        | Les Verts      | 2 533        | 5,76         |             |             |  |
|                | Bernadette Brossat     | LO             | 1 961        | 4,46         |             |             |  |
|                | Francis Debargue       | Divers         | 1 760        | 4,01         |             |             |  |
|                | Jean-Paul Chariot      | MDC            | 1 726        | 3,93         |             |             |  |
|                | Claude Morel           | LDI (MPF)      | 1 249        | 2,84         |             |             |  |
|                |                        |                |              |              |             |             |  |
| Inscrits       | Inscrits               | Inscrits       | 67 098       | 100,00       | 67 091      | 100,00      |  |
| Abstentions    | Abstentions            | Abstentions    | 20 806       | 31,01        | 18 549      | 27,65       |  |
| Votants        | Votants                | Votants        | 46 292       | 68,99        | 48 542      | 72,35       |  |
| Blancs et nuls | Blancs et nuls         | Blancs et nuls | 2 353        | 5,08         | 3 228       | 6,65        |  |
| Exprimés       | Exprimés               | Exprimés       | 43 939       | 94,92        | 45 314      | 93,35       |  |

Le suppléant de Nicole Feidt était Alain Delhotal, maire de Xirocourt, officier de réserve.

### Élections de 2002
| Candidat       | Candidat              | Parti            | Premier tour | Premier tour | Second tour | Second tour |  |
| Candidat       | Candidat              | Parti            | Voix         | %            | Voix        | %           |  |
| -------------- | --------------------- | ---------------- | ------------ | ------------ | ----------- | ----------- |  |
|                | Nicole Feidt sortante | PS (Les Verts)   | 14 686       | 33,1         | 18 374      | 43,74       |  |
|                | Nadine Morano élue    | UMP              | 14 272       | 32,17        | 23 636      | 56,26       |  |
|                | Jacques Bardy         | FN               | 6 117        | 13,79        |             |             |  |
|                | Daniel Cerutti        | UDF              | 4 452        | 10,04        |             |             |  |
|                | Gérard Neiss          | LO               | 1 208        | 2,72         |             |             |  |
|                | Catherine Davion      | MNR              | 845          | 1,9          |             |             |  |
|                | Rolande Kramer        | CPNT             | 687          | 1,55         |             |             |  |
|                | Nicole Lischetti      | MÉI              | 616          | 1,39         |             |             |  |
|                | Éric Mutschler        | Divers           | 580          | 1,31         |             |             |  |
|                | Jules Ramananjaona    | Pôle républicain | 571          | 1,29         |             |             |  |
|                | Yannick Vauthier      | GÉ               | 330          | 0,74         |             |             |  |
|                |                       |                  |              |              |             |             |  |
| Inscrits       | Inscrits              | Inscrits         | 70 982       | 100,00       | 70 973      | 100,00      |  |
| Abstentions    | Abstentions           | Abstentions      | 25 622       | 36,1         | 27 223      | 38,36       |  |
| Votants        | Votants               | Votants          | 45 360       | 63,9         | 43 750      | 61,64       |  |
| Blancs et nuls | Blancs et nuls        | Blancs et nuls   | 996          | 2,2          | 1 740       | 3,98        |  |
| Exprimés       | Exprimés              | Exprimés         | 44 364       | 97,8         | 42 010      | 96,02       |  |

Le suppléant de Nadine Morano était Jean-Jacques Denisart, maire de Fécocourt, éducateur en accueil familial.

### Élections de 2007
| Candidat       | Candidat                      | Parti          | Premier tour | Premier tour | Second tour | Second tour |  |
| Candidat       | Candidat                      | Parti          | Voix         | %            | Voix        | %           |  |
| -------------- | ----------------------------- | -------------- | ------------ | ------------ | ----------- | ----------- |  |
|                | Nadine Morano sortante réélue | UMP            | 21 492       | 47,66        | 23 740      | 52,82       |  |
|                | Michèle Pilot                 | PS             | 14 060       | 31,18        | 21 206      | 47,18       |  |
|                | Mireille Gérard               | FN             | 2 413        | 5,35         |             |             |  |
|                | Claude Rivat                  | UDF–MoDem      | 2 275        | 5,05         |             |             |  |
|                | Rodolphe Bauer                | LCR            | 1 137        | 2,52         |             |             |  |
|                | Jorge-Enrique Bocanegra       | Les Verts      | 1 000        | 2,22         |             |             |  |
|                | Catherine Brétenoux           | PCF            | 896          | 1,99         |             |             |  |
|                | Estelle François              | MÉI            | 610          | 1,35         |             |             |  |
|                | Gérard Neiss                  | LO             | 471          | 1,04         |             |             |  |
|                | Françoise Chambran            | MPF            | 401          | 0,89         |             |             |  |
|                | Catherine Davion              | MNR            | 337          | 0,75         |             |             |  |
|                |                               |                |              |              |             |             |  |
| Inscrits       | Inscrits                      | Inscrits       | 75 355       | 100,00       | 75 350      | 100,00      |  |
| Abstentions    | Abstentions                   | Abstentions    | 29 471       | 39,11        | 29 123      | 38,65       |  |
| Votants        | Votants                       | Votants        | 45 884       | 60,89        | 46 227      | 61,35       |  |
| Blancs et nuls | Blancs et nuls                | Blancs et nuls | 792          | 1,73         | 1 281       | 2,77        |  |
| Exprimés       | Exprimés                      | Exprimés       | 45 092       | 98,27        | 44 946      | 97,23       |  |

### Élections de 2012
| Candidat       | Candidat               | Parti          | Premier tour | Premier tour | Second tour | Second tour |  |
| Candidat       | Candidat               | Parti          | Voix         | %            | Voix        | %           |  |
| -------------- | ---------------------- | -------------- | ------------ | ------------ | ----------- | ----------- |  |
|                | Dominique Potier élu   | PS             | 18 056       | 39,29        | 25 122      | 55,67       |  |
|                | Nadine Morano sortante | UMP            | 15 777       | 34,33        | 20 006      | 44,33       |  |
|                | Lionel Vinquant        | RBM (FN)       | 7 559        | 16,45        |             |             |  |
|                | Annie Levi-Cyferman    | FG (PCF)       | 1 518        | 3,30         |             |             |  |
|                | Jacqueline Fontaine    | EÉLV           | 977          | 2,13         |             |             |  |
|                | Hervé Brosseau         | CpF (MoDem)    | 933          | 2,03         |             |             |  |
|                | Francis Cuny           | DLR            | 419          | 0,91         |             |             |  |
|                | Michel Simonin         | MOC            | 325          | 0,71         |             |             |  |
|                | Gérard Neiss           | LO             | 213          | 0,46         |             |             |  |
|                | Sophie Norton          | NPA            | 178          | 0,39         |             |             |  |
|                |                        |                |              |              |             |             |  |
| Inscrits       | Inscrits               | Inscrits       | 76 628       | 100,00       | 76 718      | 100,00      |  |
| Abstentions    | Abstentions            | Abstentions    | 29 910       | 39,03        | 29 672      | 38,68       |  |
| Votants        | Votants                | Votants        | 46 718       | 60,97        | 47 046      | 61,32       |  |
| Blancs et nuls | Blancs et nuls         | Blancs et nuls | 763          | 1,63         | 1 918       | 4,08        |  |
| Exprimés       | Exprimés               | Exprimés       | 45 955       | 98,37        | 45 128      | 95,92       |  |

### Élections de 2017
Les élections législatives françaises de 2017 ont eu lieu les dimanches 11 et 18 juin 2017.
|                                                                                     |                                                                               |                           |                           |                          |                          |
|                                                                                     |                                                                               | Premier tour 11 juin 2017 | Premier tour 11 juin 2017 | Second tour 18 juin 2017 | Second tour 18 juin 2017 |
|                                                                                     |                                                                               |                           |                           |                          |                          |
|                                                                                     |                                                                               | Nombre                    | % des inscrits            | Nombre                   | % des inscrits           |
| Inscrits                                                                            | Inscrits                                                                      | 78 749                    | 100,00                    | 78 752                   | 100,00                   |
| Abstentions                                                                         | Abstentions                                                                   | 38 981                    | 49,50                     | 43 288                   | 54,97                    |
| Votants                                                                             | Votants                                                                       | 39 768                    | 50,50                     | 35 464                   | 45,03                    |
|                                                                                     |                                                                               |                           | % des votants             |                          | % des votants            |
| Bulletins blancs                                                                    | Bulletins blancs                                                              | 546                       | 1,37                      | 2 106                    | 5,94                     |
| Bulletins nuls                                                                      | Bulletins nuls                                                                | 175                       | 0,44                      | 946                      | 2,67                     |
| Suffrages exprimés                                                                  | Suffrages exprimés                                                            | 39 047                    | 98,19                     | 32 412                   | 91,39                    |
|                                                                                     |                                                                               |                           |                           |                          |                          |
| Étiquette politique                                                                 | Étiquette politique                                                           | Voix                      | % des exprimés            | Voix                     | % des exprimés           |
|                                                                                     |                                                                               |                           |                           |                          |                          |
|                                                                                     | Dominique Potier (député sortant) Parti socialiste                            | 11 150                    | 28,56                     | 20 461                   | 63,13                    |
|                                                                                     | Marion Buchet La République en marche                                         | 10 558                    | 27,04                     | 11 951                   | 36,87                    |
|                                                                                     | Billy Winkens Front national                                                  | 7 225                     | 18,50                     |                          |                          |
|                                                                                     | Philippe Morenvillier Les Républicains (Union des démocrates et indépendants) | 4 098                     | 10,50                     |                          |                          |
|                                                                                     | Rodolphe Bauer La France insoumise                                            | 3 131                     | 8,02                      |                          |                          |
|                                                                                     | Patrick Baranger Europe Écologie Les Verts                                    | 797                       | 2,04                      |                          |                          |
|                                                                                     | Gilbert Canteri Debout la France                                              | 739                       | 1,89                      |                          |                          |
|                                                                                     | Jean-Philippe Roy-Moreau Comités Jeanne                                       | 423                       | 1,08                      |                          |                          |
|                                                                                     | Lauranne Witt Parti communiste français                                       | 409                       | 1,05                      |                          |                          |
|                                                                                     | Gérard Neis Lutte ouvrière                                                    | 235                       | 0,60                      |                          |                          |
|                                                                                     | Christiane Gelly Union populaire républicaine                                 | 208                       | 0,53                      |                          |                          |
|                                                                                     | Kévin Husson Allons enfants !                                                 | 74                        | 0,19                      |                          |                          |
| Source : Ministère de l'Intérieur - Cinquième circonscription de Meurthe-et-Moselle |                                                                               |                           |                           |                          |                          |

### Élections de 2022
|                                                    |                                                      |                           |                           |                          |                          |
|                                                    |                                                      | Premier tour 12 juin 2022 | Premier tour 12 juin 2022 | Second tour 19 juin 2022 | Second tour 19 juin 2022 |
|                                                    |                                                      |                           |                           |                          |                          |
|                                                    |                                                      | Nombre                    | % des inscrits            | Nombre                   | % des inscrits           |
| Inscrits                                           | Inscrits                                             | 78 445                    | 100,00                    | 78 482                   | 100,00                   |
| Abstentions                                        | Abstentions                                          | 40 492                    | 51,62                     | 42 325                   | 53,93                    |
| Votants                                            | Votants                                              | 37 953                    | 48,38                     | 36 157                   | 46,07                    |
|                                                    |                                                      |                           | % des votants             |                          | % des votants            |
| Bulletins blancs                                   | Bulletins blancs                                     | 501                       | 1,32                      | 1 239                    | 3,43                     |
| Bulletins nuls                                     | Bulletins nuls                                       | 168                       | 0,44                      | 409                      | 1,13                     |
| Suffrages exprimés                                 | Suffrages exprimés                                   | 37 284                    | 98,24                     | 34 509                   | 95,44                    |
|                                                    |                                                      |                           |                           |                          |                          |
| Candidat Étiquette politique (partis et alliances) | Candidat Étiquette politique (partis et alliances)   | Voix                      | % des exprimés            | Voix                     | % des exprimés           |
|                                                    |                                                      |                           |                           |                          |                          |
|                                                    | Dominique Potier* Divers gauche                      | 16 393                    | 43,97                     | 21 781                   | 63,12                    |
|                                                    | Philippe Morenvillier Rassemblement national         | 10 216                    | 27,40                     | 12 728                   | 36,88                    |
|                                                    | Marika Bret Ensemble !                               | 5 268                     | 14,13                     |                          |                          |
|                                                    | Yannick François Les Républicains                    | 1 735                     | 4,65                      |                          |                          |
|                                                    | Julie Ricard Reconquête !                            | 1 345                     | 3,61                      |                          |                          |
|                                                    | Elisabeth Schilder Parti animaliste                  | 902                       | 2,42                      |                          |                          |
|                                                    | Miriam Aubert Lutte ouvrière                         | 812                       | 2,18                      |                          |                          |
|                                                    | Corinne Paine Debout la France                       | 519                       | 1,39                      |                          |                          |
|                                                    | Sophia Fayad Union des démocrates musulmans français | 94                        | 0,25                      |                          |                          |
| * Député sortant                                   |                                                      |                           |                           |                          |                          |

### Élections de 2024
| Candidat                 | Candidat                 | Parti et coalition       | Nuance                   | Premier tour | Premier tour | Second tour | Second tour |
| Candidat                 | Candidat                 | Parti et coalition       | Nuance                   | Voix         | %            | Voix        | %           |
| ------------------------ | ------------------------ | ------------------------ | ------------------------ | ------------ | ------------ | ----------- | ----------- |
|                          | Dominique Potier         | PS (NFP)                 | UG                       | 22 415       | 43.47%       | 28 073      | 54.73%      |
|                          | Louis-Joseph Pecher      | RAD (RN)                 | EXD                      | 15 704       | 30.45%       | 23 217      | 45.27%      |
|                          | Quentin Vinot            | LR                       | LR                       | 7 220        | 14.00%       |             |             |
|                          | Pierre-Nicolas Nups      | PDF                      | EXD                      | 5 190        | 10.06%       |             |             |
|                          | Miriam Aubert            | LO                       | EXG                      | 792          | 1.54%        |             |             |
|                          | Edouard Mathieu          | SE                       | DIV                      | 244          | 0.47%        |             |             |
|                          |                          |                          |                          |              |              |             |             |
| Votes valides            | Votes valides            | Votes valides            | Votes valides            | 51 565       | 97.96%       | 51 290      | 95.51%      |
| Votes blancs             | Votes blancs             | Votes blancs             | Votes blancs             | 1 163        | 2.19%        | 1 872       | 3.49%       |
| Votes nuls               | Votes nuls               | Votes nuls               | Votes nuls               | 452          | 0.85%        | 535         | 1.00%       |
| Total                    | Total                    | Total                    | Total                    | 53 180       | 100%         | 53 697      | 100%        |
| Abstention               | Abstention               | Abstention               | Abstention               | 25 494       | 32.40%       | 24 994      | 31.76%      |
| Inscrits / participation | Inscrits / participation | Inscrits / participation | Inscrits / participation | 78 674       | 67.60%       | 78 691      | 68.24%      |

#### Département de Meurthe-et-Moselle
- La fiche de l'INSEE de cette circonscription : « Tableaux et Analyses de la cinquième circonscription de Meurthe-et-Moselle », sur insee.fr, site de l'Institut national de la statistique et des études économiques (consulté le 10 juin 2007) [PDF]

- « Tous les députés du département de Meurthe-et-Moselle depuis 1789 », sur assemblee-nationale.fr, site de l'Assemblée nationale française (consulté le 10 juin 2007)

- « Informations contentieuses sur le département de Meurthe-et-Moselle (Élections législatives de 2002) »(Archive.org • Wikiwix • Archive.is • Google • Que faire ?), sur conseil-constitutionnel.fr, site du Conseil constitutionnel (consulté le 13 juin 2007)

#### Circonscriptions en France
- « Carte des circonscriptions législatives en France », sur assemblee-nationale.fr, site de l'Assemblée nationale française (consulté le 10 juin 2007)

- « Résultats électoraux officiels en France »(Archive.org • Wikiwix • Archive.is • Google • Que faire ?), sur interieur.gouv.fr, site du ministère de l'Intérieur (France) (consulté le 13 juin 2007)

- Description et Atlas des circonscriptions électorales de France sur http://www.atlaspol.com, Atlaspol, site de cartographie géopolitique, consulté le 13 juin 2007.